# 斯坦珀峰
斯坦珀峰（英語：Stamper Peak），是南極洲的山峰，位於維多利亞地的彭內爾海岸，屬於阿德默勒爾蒂山脈的一部分，海拔高度2,180米，美國地質調查局根據測量和美國海軍拍攝的空中照片繪入地圖，現時由南極條約體系管理。